# Tornei di tennis maschili nel 1915
Prima della nascita della cosiddetta "Era Open" del tennis, ossia l'apertura ai tennisti professionisti degli eventi più importanti, tutti i tornei erano riservati ad atleti dilettanti. Nel 1915 tutti i tornei erano amatoriali, tra questi c'erano i tornei del Grande Slam. A causa della prima guerra mondiale la maggior parte dei tornei furono cancellati, gli altri si disputarono lontano dagli scenari bellici: tra questi c'era lo U.S. National Championships e l'Australasian Championships, unici tornei dello Slam disputati durante la guerra.

## Calendario

### Gennaio
| Settimana  | Torneo                                                                              | Vincitore                           | Finalista                | Semifinalisti | Eliminati ai quarti |
| ---------- | ----------------------------------------------------------------------------------- | ----------------------------------- | ------------------------ | ------------- | ------------------- |
| 11 gennaio | Seventh Regiment Championships 1915 New York, USA Parquet indoor Singolare - Doppio | Walter Merrill Hall 7-9 6-4 7-5 6-1 | Arthur Lovibond          |               |                     |
| 11 gennaio | Seventh Regiment Championships 1915 New York, USA Parquet indoor Singolare - Doppio | King Smith A. S. Cragin 6-2 6-2 6-2 | R. K. Tomlin G. G. Moore |               |                     |

### Febbraio
| Settimana   | Torneo                                                          | Vincitore                                            | Finalista                         | Semifinalisti | Eliminati ai quarti |
| ----------- | --------------------------------------------------------------- | ---------------------------------------------------- | --------------------------------- | ------------- | ------------------- |
| 19 febbraio | US Indoors 1915 New York, USA Parquet indoor Singolare - Doppio | Gustav Touchard 6-3 6-2 3-6 6-2                      | Arthur M. Lovibond                |               |                     |
| 19 febbraio | US Indoors 1915 New York, USA Parquet indoor Singolare - Doppio | Watson Rosenbaum Gustav Touchard 7-5 3-6 3-6 6-2 6-3 | Karl Behr Theodore Roosevelt Pell |               |                     |

### Marzo
| Settimana | Torneo                                                                     | Vincitore                               | Finalista                  | Semifinalisti | Eliminati ai quarti |
| --------- | -------------------------------------------------------------------------- | --------------------------------------- | -------------------------- | ------------- | ------------------- |
| 6 marzo   | MCC Tournament 1915 Melbourne, Australia Erba Singolare - Doppio           | Arthur O'Hara Wood 6-4 6-3 5-7 6-1      | Gerald Patterson           |               |                     |
| 6 marzo   | MCC Tournament 1915 Melbourne, Australia Erba Singolare - Doppio           |                                         |                            |               |                     |
| 21 marzo  | South Australian Championships 1915 Adelaide, Australia Singolare - Doppio | Horace Rice 7-5, 9-7, 2-6, 6-0          | Ronald V. Thomas           |               |                     |
| 21 marzo  | South Australian Championships 1915 Adelaide, Australia Singolare - Doppio | A.R. Taylor Horace Rice 1-6 6-2 6-4 6-4 | J.A. Raws Ronald V. Thomas |               |                     |

### Aprile
| Settimana | Torneo                                                                  | Vincitore                           | Finalista    | Semifinalisti | Eliminati ai quarti |
| --------- | ----------------------------------------------------------------------- | ----------------------------------- | ------------ | ------------- | ------------------- |
| 28 aprile | New South Wales Championships 1915 Sydney, Australia Singolare - Doppio | Henry Marsh 3-6, 6-4, 6-4, 0-6, 6-4 | Alfred Jones |               |                     |
| 28 aprile | New South Wales Championships 1915 Sydney, Australia Singolare - Doppio |                                     |              |               |                     |

### Maggio
| Settimana | Torneo                                                                            | Vincitore                       | Finalista       | Semifinalisti | Eliminati ai quarti |
| --------- | --------------------------------------------------------------------------------- | ------------------------------- | --------------- | ------------- | ------------------- |
| 15 maggio | New South Wales Hard Court Championships 1915 Dubbo, Australia Singolare - Doppio | Clarence Todd 6-1 9-7           | Rodney Heath    |               |                     |
| 15 maggio | New South Wales Hard Court Championships 1915 Dubbo, Australia Singolare - Doppio | Lin Todd Clarence Todd walkover | Christle Health |               |                     |

### Giugno
| Settimana | Torneo                                                                            | Vincitore                                         | Finalista                           | Semifinalisti | Eliminati ai quarti |
| --------- | --------------------------------------------------------------------------------- | ------------------------------------------------- | ----------------------------------- | ------------- | ------------------- |
| 14 giugno | New England Championships 1915 Hartford, USA Singolare - Doppio                   | Fred H. Harris 3-6 6-3 6-4 6-4                    | A. Ware Merriam                     |               |                     |
| 14 giugno | New England Championships 1915 Hartford, USA Singolare - Doppio                   | J. A. Richards W. S. Cushing 6-4 2-6 6-3 6-4      | J.M. Holcombe Philip Roberts        |               |                     |
| 20 giugno | Pennsylvania State Championships 1915 Hartford, USA Singolare - Doppio            | Joseph Armstrong 7-5 8-10 6-2 6-4                 | Wallace Johnson                     |               |                     |
| 20 giugno | Pennsylvania State Championships 1915 Hartford, USA Singolare - Doppio            | Wallace Johnson A. D. Thayer 6-4 7-5 6-3          | E.B. Dewhurst J.R. Carpenter        |               |                     |
| 19 giugno | Metropolitan Grass Court Championships 1915 New York, USA Erba Singolare - Doppio | Watson Washburn 6-1 6-3 7-5                       | Robert Le Roy                       |               |                     |
| 19 giugno | Metropolitan Grass Court Championships 1915 New York, USA Erba Singolare - Doppio | Harnold H. Hachett Walter M. Hall 10-8 6-3 6-1    | Arthur M. Lovibond Henry Steinkampf |               |                     |
| 27 giugno | Middle States Championships 1915 Mountain Station, USA Erba Singolare - Doppio    | Karl Behr 6-4 7-5 4-6 4-6 6-3                     | Harold Throckmorton                 |               |                     |
| 27 giugno | Middle States Championships 1915 Mountain Station, USA Erba Singolare - Doppio    | Karl Behr Theodore Roosevelt Pell 6-2 6-3 2-6 6-4 | C. F. Watson C. M. Bull             |               |                     |

### Luglio
| Settimana | Torneo                                                                                  | Vincitore                               | Finalista                               | Semifinalisti | Eliminati ai quarti |
| --------- | --------------------------------------------------------------------------------------- | --------------------------------------- | --------------------------------------- | ------------- | ------------------- |
| 3 luglio  | U.S. Men's Clay Court Championships 1915 Pittsburgh, USA Terra rossa Singolare - Doppio | Richard Norris Williams 7-5 6-3 2-6 8-6 | George Church                           |               |                     |
| 3 luglio  | U.S. Men's Clay Court Championships 1915 Pittsburgh, USA Terra rossa Singolare - Doppio | George Church Dean Mathey 6-3 2-6 6-3   | Richard Norris Williams Watson Washburn |               |                     |
| 11 luglio | Southern Championships 1915 Atlanta, USA Terra rossa Singolare - Doppio                 | E.V. Carter 6-1 6-1 6-4                 | Edmond Phelps                           |               |                     |
| 11 luglio | Southern Championships 1915 Atlanta, USA Terra rossa Singolare - Doppio                 | Grant Thornton 3-6 3-6 6-3 6-2 6-4      | Smith Mansfield                         |               |                     |
| 30 luglio | Northwestern Championships 1915 Deepliaven, USA Singolare - Doppio                      | George Church 6-2 9-7 1-6 6-1           | Joseph J.Armstrong                      |               |                     |
| 30 luglio | Northwestern Championships 1915 Deepliaven, USA Singolare - Doppio                      | George Church Dean Mathey 6-4 6-4 6-2   | J.W. Adams Joseph J.Armstrong           |               |                     |
| 31 luglio | Southern California Championships 1915 Los Angeles, USA Cemento Singolare - Doppio      | Roland Roberts 3-6 3-6 6-1 6-2 6-3      | Tom Bundy                               |               |                     |
| 31 luglio | Southern California Championships 1915 Los Angeles, USA Cemento Singolare - Doppio      |                                         |                                         |               |                     |

### Agosto
| Settimana | Torneo                                                                  | Vincitore                                               | Finalista                               | Semifinalisti               | Eliminati ai quarti                               |
| --------- | ----------------------------------------------------------------------- | ------------------------------------------------------- | --------------------------------------- | --------------------------- | ------------------------------------------------- |
| 6 agosto  | Longwood Bowl 1915 Boston, USA Erba Singolare - Doppio                  | Maurice McLoughlin 6-3 6-3 2-6 6-2                      | Richard Norris Williams                 |                             |                                                   |
| 6 agosto  | Longwood Bowl 1915 Boston, USA Erba Singolare - Doppio                  | Richard Norris Williams Watson Washburn 3-6 8-6 6-3 6-1 | Irving Wright Wallace Johnson           |                             |                                                   |
| 13 agosto | Seabright Invitational 1915 Seabright, USA Erba Singolare - Doppio      | Richard Norris Williams 7-5 6-4 3-6 6-2                 | Karl Behr                               |                             |                                                   |
| 13 agosto | Seabright Invitational 1915 Seabright, USA Erba Singolare - Doppio      | Maurice McLoughlin Ward Dawson 4-6 6-1 6-3 9-7          | Leonard Beekman L.E. Mahan              |                             |                                                   |
| 13 agosto | Western Championships 1915 Lake Forest, USA Singolare - Doppio          | George Church 7-5 6-3 3-6 6-2                           | Alex Squair                             |                             |                                                   |
| 13 agosto | Western Championships 1915 Lake Forest, USA Singolare - Doppio          | Walter Hayes Ralph Burdick 4-6 6-1 6-3 9-7              | Heath Byford Alex Squair                |                             |                                                   |
| 21 agosto | Newport Casino Trophy 1915 Newport, USA Erba Singolare - Doppio         | Richard Norris Williams 5-7 6-4 6-3 6-3                 | Maurice McLoughlin                      |                             |                                                   |
| 21 agosto | Newport Casino Trophy 1915 Newport, USA Erba Singolare - Doppio         | Clarence Griffin Bill Johnston 6-3 6-4 3-6 6-2          | Richard Norris Williams Watson Washburn |                             |                                                   |
| 21 agosto | Australasian Championships 1915 Brisbane, Australia Singolare - Doppio  | Gordon Lowe 4-6, 6-1, 6-1, 6-4                          | Horace Rice                             | Bert St. John Clarence Todd | R. Highett R. J. Goodman Wilfred Smith F. Lendrum |
| 21 agosto | Australasian Championships 1915 Brisbane, Australia Singolare - Doppio  | Horace Rice Clarence Todd 8-6, 6-4, 7-9, 6-3            | Gordon Lowe Bert St John                | Bert St. John Clarence Todd | R. Highett R. J. Goodman Wilfred Smith F. Lendrum |
| 28 agosto | Southampton Invitation 1915 Southampton, USA Erba Singolare - Doppio    | Watson Washburn 4-6 6-3 9-7 6-2                         | Theodore Roosevelt Pell                 |                             |                                                   |
| 28 agosto | Southampton Invitation 1915 Southampton, USA Erba Singolare - Doppio    | Clarence Griffin Bill Johnston 6-2 4-6 6-4 7-5          | George Church Walter M. Hall            |                             |                                                   |
| 28 agosto | Intermountain Championships 1915 Salt Lake City, USA Singolare - Doppio | T.B. Parker 6-2 6-3 7-5                                 | George Badger                           |                             |                                                   |
| 28 agosto | Intermountain Championships 1915 Salt Lake City, USA Singolare - Doppio |                                                         |                                         |                             |                                                   |

### Settembre
| Settimana    | Torneo                                                                               | Vincitore                                              | Finalista                    | Semifinalisti | Eliminati ai quarti |
| ------------ | ------------------------------------------------------------------------------------ | ------------------------------------------------------ | ---------------------------- | ------------- | ------------------- |
| 7 settembre  | U.S. National Championships 1915 New York, USA Singolare - Doppio                    | Bill Johnston 1-6 6-0 7-5 10-8                         | Maurice McLoughlin           |               |                     |
| 7 settembre  | U.S. National Championships 1915 New York, USA Singolare - Doppio                    | Bill Johnston Clarence Griffin 2-6, 6-3, 6-4, 3-6, 6-3 | Maurice McLoughlin Tom Bundy |               |                     |
| 18 settembre | Tri-State Championships 1915 Cincinnati, USA Terra rossa Singolare - Doppio          | Clarence James Griffin 6-4 6-3 6-3                     | William S. McElroy           |               |                     |
| 18 settembre | Tri-State Championships 1915 Cincinnati, USA Terra rossa Singolare - Doppio          | William Johnston Clarence Griffin 8-6, 5-7, 6-1, 6-4   | R. A. Holden H. Trux Emerson |               |                     |
| 19 settembre | National Collegiate Championships 1915 Haverford, USA Terra rossa Singolare - Doppio | Richard Norris Williams 6-2 6-1 6-2                    | Leonard Beekman              |               |                     |
| 19 settembre | National Collegiate Championships 1915 Haverford, USA Terra rossa Singolare - Doppio | Richard Norris Williams Richard Harte 1-6 6-3 6-1 6-2  | George C. Caner Curtis       |               |                     |

### Ottobre
Nessun evento

### Novembre
| Settimana  | Torneo                                                                    | Vincitore                                      | Finalista                 | Semifinalisti | Eliminati ai quarti |
| ---------- | ------------------------------------------------------------------------- | ---------------------------------------------- | ------------------------- | ------------- | ------------------- |
| 7 novembre | Pacific Coast Championships 1915 Berkeley, USA Cemento Singolare - Doppio | Herbert L. Hahn 6-1 6-4 3-6 6-1                | H. Van Dyke Johns         |               |                     |
| 7 novembre | Pacific Coast Championships 1915 Berkeley, USA Cemento Singolare - Doppio | Bill Johnston Clarence Griffin 6-0 1-6 6-3 6-4 | Allyn Barber Herbert Hahn |               |                     |

### Dicembre
Nessun evento

## Senza data
| Settimana  | Torneo                                                                       | Vincitore     | Finalista                 | Semifinalisti | Eliminati ai quarti |
| ---------- | ---------------------------------------------------------------------------- | ------------- | ------------------------- | ------------- | ------------------- |
| Senza data | Spanish National Championships 1915 San Sebastián, Spagna Singolare - Doppio | Manuel Alonso | non conosciuta (bandiera) |               |                     |
| Senza data | Spanish National Championships 1915 San Sebastián, Spagna Singolare - Doppio |               |                           |               |                     |